# Saint-Germain-du-Seudre
Saint-Germain-du-Seudre ist eine französische Gemeinde mit 406 Einwohnern (Stand 1. Januar 2022) im Département Charente-Maritime in der Region Nouvelle-Aquitaine (vor 2016 Poitou-Charentes); sie gehört zum Arrondissement Jonzac und zum Kanton Pons. Die Einwohner werden Saint-Germinois genannt.

## Geographie
Saint-Germain-du-Seudre liegt etwa 28 Kilometer südsüdwestlich von Saintes. Umgeben wird Saint-Germain-du-Seudre von den Nachbargemeinden Gémozac im Norden, Champagnolles im Osten, Saint-Fort-sur-Gironde im Süden und Südwesten, Brie-sous-Mortagne im Westen sowie Virollet im Nordwesten.

## Bevölkerungsentwicklung
| Jahr                       | 1962 | 1968 | 1975 | 1982 | 1990 | 1999 | 2006 | 2019 |
| Einwohner                  | 414  | 399  | 378  | 363  | 346  | 330  | 372  | 421  |
| Quellen: Cassini und INSEE |      |      |      |      |      |      |      |      |

## Sehenswürdigkeiten
- Kirche Saint-Germain aus dem 11. Jahrhundert
- Schloss Roussillon aus dem 16. Jahrhundert

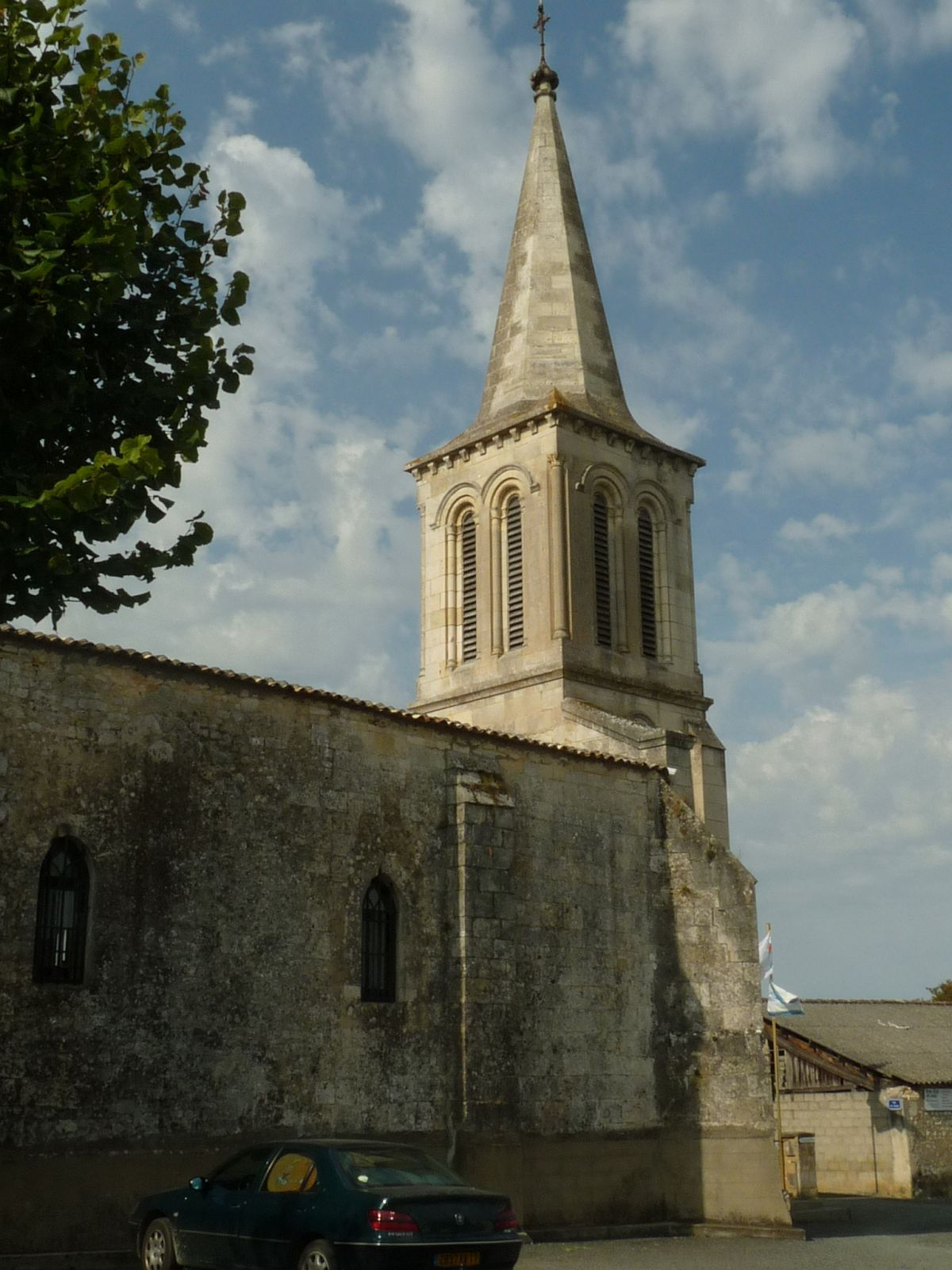
Kirche Saint-Germain